# 13435 Rohret
13435 Rohret eller 1999 VX67 är en asteroid i huvudbältet som upptäcktes den 4 november 1999 av LINEAR i Socorro County, New Mexico. Den är uppkallad efter Sasha Annalicia Rohret.